# 中森福代
中森 福代（なかもり ふくよ　1949年（昭和24年）10月28日 - ）は、日本の政治家、実業家。
衆議院議員（1期）、埼玉県議会議員（2期）を務めた。全国地域力防災の会理事長。
マーレビル開発株式会社代表取締役社長。マーレ商店会会長。

## 概要
東京都荒川区尾久生まれ。実父・中森巌太郎は実業家（元・浦和ケーブルテレビネットワーク代表取締役、浦和市商店街連合会会長、埼玉県商店会連合会会長）。東京都立赤羽商業高等学校卒業。日綿実業株式会社（現在の双日株式会社）に就職。父・巌太郎の浦和移転に伴い、父の仕事を手伝う。1976年より東北新幹線建設賛成運動に参画し、新幹線建設に伴う通勤新線（埼京線）の併設や武蔵浦和駅設置など、父・巌太郎とともに活動する。1994年、ショッピングセンター武蔵浦和駅南ビル「マーレ」の経営に参画。
2001年6月、武正公一（2000年6月辞職）と岡真智子（2001年6月辞職）の辞職により埼玉県議会旧南3区（旧浦和市）の欠員が2人以上となったことに伴う埼玉県議会議員補欠選挙旧南3区（旧浦和市）に自民党公認で立候補し初当選。2003年4月、埼玉県議会議員選挙南10区（さいたま市南区選挙区）に自民党公認で立候補し再選。
2期目途中の2005年に辞職。同年5月15日投開票のさいたま市長選挙に無所属で出馬。現職の相川宗一市長に敗れ、落選した（相川：135,553票、中森：121,735票、沼田道孝：63,880票。投票率は35.51%）。
2005年9月11日投開票の第44回衆議院議員総選挙に、自由民主党から比例北関東ブロック単独で出馬。比例名簿の順位は下位だったが、自民党の大勝により当選した。所謂「小泉チルドレン」の1人。2007年5月、志帥会（伊吹派）に入会した。なお、かつて志帥会に所属していた埼玉県選出の松永光からも支援を受けた。安倍晋三が会長を務めるアジアの子供たちに学校をつくる議員の会会員。
2009年5月8日、さいたま市長選挙への出馬を表明し、衆議院議員を辞職（比例北関東ブロック36位の大高松男が繰り上げ当選）。同年5月24日投開票の同市長選挙において、自民党埼玉県連は現職の相川宗一を推薦する。無所属で出馬した中森と現職の相川は共に、民主党埼玉県連が支持する元埼玉県議会議員の清水勇人に敗れ落選（候補者6名中、中森の得票順位は3位。62,991票。投票率は42.78%）。
2010年、後援会に大宮区の尖閣諸島地権者が加入していることをきっかけに「国土を守る国民の会」を立ち上げた。署名活動や決起集会などの活動の末に、同じく女性議員である山東昭子の尽力もあり2012年に尖閣諸島国有化が実現した。
2013年2月、同年5月19日投開票のさいたま市長選挙に無所属で出馬する意向を固めたが、同年4月、後援会役員会において将来の国政復帰を目指すべきという意見が多数となったため、出馬を取りやめた。同市長選には埼玉県議会議員長沼威・自民党県連幹事長が自民推薦で立候補するため、自民党の分裂選挙となる可能性があったが、中森の出馬取りやめにより自民党の候補者は長沼に一本化された形となった。同年5月の市長選では現職の清水が再選された。
2014年12月14日投開票の第47回衆議院議員総選挙に、自民党から比例北陸信越ブロック単独24位で出馬するも落選。
2017年（平成29年）5月21日に投開票されたさいたま市長選挙に出馬し、旧浦和市時代を含め市政初の女性市長（政令指定都市では仙台市、横浜市に次ぐ3例目）を目指し3度目の挑戦をし、無所属（民進党支援）現職の清水勇人及び無所属（共産党推薦）新人の前島英男と戦ったが、得票数は63,200票と、清水の203,953票には遠く及ばず落選した（前島の得票数は53,971票）。二階俊博が会長を務める自民党国土強靭化総合調査会顧問であった経緯から防災と教育を柱とする公約を掲げ、防災面では大宮駅改造や浦和駅周辺再開発・首都高などのインフラ整備、教育面では教育費負担や給食費無料化などを提言した。また、市長退職金を廃止することも公約としていた。

## 所属団体・議員連盟
- 外国人材交流推進議員連盟
- 再チャレンジ支援議員連盟
- 83会